# Frohnhofen
Frohnhofen là một đô thị thuộc huyện Kusel, bang Rheinland-Pfalz, phía tây nước Đức. Đô thị Frohnhofen có diện tích 3,86 km², dân số thời điểm ngày 31 tháng 12 năm 2006 là 581 người.